# Stade Georges Chaumet
Das Stade Georges Chaumet ist ein Fußballstadion mit Leichtathletikanlage in der Stadt Cayenne, Französisch-Guayana. Die Sportstätte wurde 1965 eröffnet und  wird überwiegend für Spiele der Ligue de Football de la Guyane genutzt. Es gibt etwa 7.000 Plätze, davon sind rund 1.000 Sitzplätze. Das Stade de Baduel erhielt im Juli 2014 den Namen Stade municipal Georges Chaumet (‚Städtisches Stadion Georges Chaumet‘). Chaumet war Initiator des Stadionbaus.